# Domaniža
Domaniža este o comună din Slovacia aflatâ în districtul Považská Bystrica, regiunea Trenčín. Localitatea se află la altitudinea de 391 m deasupra n.m., se întinde pe o suprafață de 26,06 km2 și în 2017 număra 1.582 de locuitori.

## Istoric
Domaniža este atestată documentar din 1268.

## Demografie
| An:                | 1994 | 2004   | 2014   | 2024   |
| ------------------ | ---- | ------ | ------ | ------ |
| Număr de persoane: | 1533 | 1487   | 1513   | 1644   |
| Diferență:         |      | −3,00% | +1,74% | +8,65% |

| An:                | 2023 | 2024   |
| ------------------ | ---- | ------ |
| Număr de persoane: | 1638 | 1644   |
| Diferență:         |      | +0,36% |